# 12 Armia (Imperium Rosyjskie)
12 Armia (ros. 12-я армия) – związek operacyjny Armii Imperium Rosyjskiego w okresie I wojny światowej.
Dowództwo i sztab polowy 12 Armia utworzono w styczniu 1915. W sierpniu 1915 organy dowodzenia Armią rozformowano i zamieniono dowództwem polowym 13 Armii, przemianowanym w dowództwo i sztab 12 Armii. Rozformowana na początku 1918. Walczyła w okresie I wojny światowej w składzie Frontu Północno-Zachodniego od sierpnia 1915 do początku 1918.

## Skład
W jej skład w okresie wojny wchodziły:
- 1 Korpus Gwardii Imperium Rosyjskiego od listopada do grudnia 1914; 17.02 - 8.06.1915;
- 1 Korpus Armijny Imperium Rosyjskiego 17.02 - 24.07.1915;
- 5 Korpus Armijny Imperium Rosyjskiego 17.06 - 24.07.1915;
- 13 Korpus Armijny Imperium Rosyjskiego 15.01 - 1.05.1916; 17.07 - grudzień 1917;
- 15 Korpus Armijny Imperium Rosyjskiego 28.02 - 20.04.1915;
- 21 Korpus Armijny Imperium Rosyjskiego 1.08.1916 - 23.09.1917;
- 23 Korpus Armijny Imperium Rosyjskiego od 28.02.1915;
- 27 Korpus Armijny Imperium Rosyjskiego 1.02 - 16.06.1917;
- 28 Korpus Armijny Imperium Rosyjskiego od 19.08.1915;
- 37 Korpus Armijny Imperium Rosyjskiego 12.08.1915 - 1.11.1916;
- 43 Korpus Armijny Imperium Rosyjskiego 28.12.1915 - 1.01.1916, 3.03.1916 - grudzień 1917;
- 49 Korpus Armijny Imperium Rosyjskiego 12.11 - grudzień 1917;
- 3 Korpus Armijny Kawalerii Imperium Rosyjskiego 15 - 28.02.1915;
- 2 Syberyjski Korpus Armijny Imperium Rosyjskiego do 7.02.1915, 12.08.1915 - 13.02.1916, 1.07.1916 - grudzień 1917;
- 4 Syberyjski Korpus Armijny Imperium Rosyjskiego 23.01 - 24.07.1915;
- 5 Syberyjski Korpus Armijny Imperium Rosyjskiego od 3.03.1916;
- 6 Syberyjski Korpus Armijny Imperium Rosyjskiego 18.10.1915 - grudzień 1917;
- 7 Syberyjski Korpus Armijny Imperium Rosyjskiego 12.08.1915  - 1.08.1916;
- Korpus Kawalerii Gwardii Imperium Rosyjskiego 23.09 - grudzień 1917;
- 1 Turkiestański Korpus Armijny Imperium Rosyjskiego od 23.01.1915;
- 1 Korpus Kawalerii Imperium Rosyjskiego od 23.01.1915;
- 6 Korpus Kawalerii Imperium Rosyjskiego od 23.01.1916;

## Dowódcy 12 Armii
| Stopień           | Nazwisko              | Okres                    |
| ----------------- | --------------------- | ------------------------ |
| Generał kawalerii | Pavel von Plehwe      | 14.01.1915 - 8.06.1915;  |
| Generał piechoty  | Aleksiej Czurin       | 8.06.1915 - 20.08.1915;  |
| Generał piechoty  | Władimir Gorbatowskij | 20.08.1915 - 20.03.1916; |
| Generał piechoty  | Radko Dimitrijew      | 20.03.1916 - 20.07.1917  |
| Generał lejtnant  | Dmitrij Parskij       | 20.07.1917 - 9.09.1917   |
| Generał lejtnant  | Jakow Józefowicz      | 9.09.1917 - 19.11.1917   |